# Acrocercops martaella
Acrocercops martaella là một loài bướm đêm thuộc họ Gracillariidae. Nó được tìm thấy ở Seychelles.